# آرتوکلو (ترکیه)
آرتوکلو (به ترکی استانبولی: Artuklu) یک منطقهٔ مسکونی در ترکیه است که در استان ماردین واقع شده‌است. آرتوکلو ۸۶٬۹۸۴ نفر جمعیت دارد و ۹۴۰ متر بالاتر از سطح دریا واقع شده‌است.